# TNA Turning Point
TNA Turning Point (anteriormente como Impact Wrestling Turning Point) es un evento pago por visión producido por la empresa de lucha libre profesional Total Nonstop Action Wrestling. Fue incorporado el 2004 es realizado anualmente en el mes de diciembre. El 11 de enero de 2013, la TNA anunció un cambio en la programación de sus PPVs para reducir sus PPVs a cuatro, cancelando el evento.
El nombre del evento se llevó a cabo como un episodio especial de Impact! en 2013, 2015 y 2016 y, en 2019, se revivió como un evento especial mensual de Impact Plus.

## Resultados

### 2004
Turning Point 2004 tuvo lugar el 5 de diciembre del 2004 en Orlando, Florida.
El lema fue "Destiny Awaits".
- Dark match:The Naturals (Chase Stevens & Andy Douglas) derrotaron a Mickey Batts & Jerrelle Clark. (4:21)
  - Stevens cubrió a Batts después de un "Natural Disaster".
- Team Canada (Bobby Roode & Eric Young) (con Coach D'Amore) derrotaron a 3Live Kru (Ron Killings & B.G. James) ganando el Campeonato Mundial por Parejas de la NWA. (8:30)
  - Roode cubrió a James después de que Johnny Devine golpeara a James con un palo de hockey.
- Sonny Siaki, Héctor Garza & Sonjay Dutt derrotaron a Kid Kash, Michael Shane & Kazarian (con Traci Brooks). (11:01)
  - Garza cubrió a Kazarian después de un "Corkscrew moonsault".
  - Durante la lucha, Brooks intervino a favor de Shane, Kazarian y Kash
- Monty Brown derrotó a Abyss en un Serengeti Survival match. (12:17)
  - Brown cubrió a Abyss después de una "Alabama Slam" sobre unas chinchetas.
- Pat Kenney & Johnny B. Badd derrotaron a The New York Connection (Johnny Swinger & Glenn Gilberti) (con Trinity) (con Jacqueline como árbitro especial). (7:50) 
  - Badd cubrió a Gilberti después de un "TKO".
- Diamond Dallas Page derrotó a Raven. (12:03)
  - Page cubrió a Raven después de un "Diamond Cutter".
  - Durante la lucha, Eric Watts intervino atacando a Page y a unos encapuchados que acompañaban a Raven.
- Petey Williams (con Coach D'Amore) derrotó a Chris Sabin reteniendo el Campeonato de la División X de la TNA. (18:11)
  - Williams cubrió a Sabin después de golpearlo con un puño americano.
  - Durante la lucha, D'Amore intervino a favor de Williams.
- Jeff Hardy, A.J. Styles & Randy Savage derrotaron a The Kings of Wrestling (Jeff Jarrett, Kevin Nash & Scott Hall). (17:52)
  - Savage cubrió a Jarrett con un "Sitout pin".
  - Esta fue la última lucha de Savage como luchador profesional.
- America's Most Wanted (Chris Harris & James Storm) derrotaron a Triple X (Christopher Daniels & Elix Skipper) en un Six Sides of Steel match. (21:01)
  - Storm cubrió a Skipper después de un "Powerplex".
  - Como consecuencia, Triple X fue forzado a disolverse tras el combate.

### 2005
Turning Point 2005 tuvo lugar el 11 de diciembre del 2005 en Orlando, Florida.
- Dark match:Lance Hoyt & The Naturals (Andy Douglas & Chase Stevens) derrotaron a Buck Quartermain, Jon Bolen & Joe Doering. (7:11)
  - Hoyt cubrió a Bolen después de un "Blackout".
  - Hoyt reemplazaba a Jeff Hardy, el cual no se presentó debido a que perdió su vuelo.
- Sabu derrotó a Abyss (con James Mitchell) en un Barbed Wire Massacre match. (10:58)
  - Sabu cubrió a Abyss después de un "Arabian Facebuster" con Abyss insertado en dos mesas con alambres de espino.
- Austin Aries & Matt Bentley (con Traci) derrotaron a Alex Shelley & Roderick Strong. (8:03)
  - Bentley cubrió a Strong después de una "Superkick".
- Raven derrotó a Chris K. (5:49)
  - Raven cubrió a Chris K después de un "Raven Effect DDT".
- Team Canada (Eric Young, Bobby Roode, A1 & Petey Williams) (con Coach D´Amore) derrotaron a 4Live Kru (Konnan, Ron Killings, B.G. James & Kip James). (7:16)
  - Roode cubrió a Kip después de que Konnan lo golpeara con una silla de acero.
  - Después de la lucha, Konnan también golpeó a B.G.
- Chris Sabin, Sonjay Dutt & Dale Torborg (con A.J. Pierzynski) derrotaron a The Diamonds in the Rough (Simon Diamond, David Young & Elix Skipper). (7:58)
  - Sabin cubrió a Diamond después de un "Cradle Shock" y un "Hindu Press" de Dutt.
  - Después de la lucha, Johnny Damon le entregó a Pierzynski un arma para que golpeara a Diamond.
- Christian Cage derrotó a Monty Brown, convirtiéndose en el retador #1 por el Campeonato Mundial Peso Pesado de la NWA. (12:38)
  - Cage cubrió a Brown después de un "Unprettier".
- Team 3D (Brother Ray & Brother Devon) derrotaron a America's Most Wanted (Chris Harris & James Storm) en un Tables match. (10:20)
  - Team 3D cubrió a Storm después de un "Death Sentence" sobre una mesa.
  - Team 3D cubrió a Hariis con un "3D" sobre una mesa.
- Samoa Joe derrotó a A.J. Styles ganando el Campeonato de la División X de la TNA. (18:54)
  - Joe forzó a Styles a rendirse con la "Coquina Clutch".
  - Después de la lucha, Joe siguió golpeando a Styles hasta que Christopher Daniels lo salvó.
- Jeff Jarrett derrotó a Rhino reteniendo el Campeonato Mundial Peso Pesado de la NWA. (17:29)
  - Jarrett cubrió a Rhino después de un "Stroke" en una silla.

### 2006
Turning Point tuvo lugar el 10 de diciembre del 2006 en Orlando, Florida.
- Dark match:Lance Hoyt & Ron Killings derrotaron a Serotonin (Kazarian, Johnny Devine & Maverick Matt) (con Raven).
  - Killings cubrió a Kazarian después de un "Axe Kick".
- Paparazzi Championship Series- Eliminación match :Senshi derrotó a Alex Shelley, Austin Starr y Jay Lethal.
  - Dutt forzó a Shelley a rendirse con un "camel clutch".
  - Senshi cubrió a Lethal después de un "Warrior's Way".
  - Starr cubrió a Dutt después de un "450° splash".
  - Senshi cubrió a Starr con un "roll-up".
- Christopher Daniels derrotó a Chris Sabin (con Jerry Lynn como árbitro especial) reteniendo el Campeonato de la División X de la TNA.
  - Daniels cubrió a Sabin después de un "Best Moonsault Ever".
- A.J. Styles derrotó a Rhino.
  - Styles cubrió a Rhino con un "roll-up" después de fingir una lesión.
- The Latin American Xchange (Homicide & Hernández) (con Konnan) derrotaron a America's Most Wanted (Chris Harris & James Storm) (con Gail Kim) en un Flag match.
  - LAX ganó cuando agarró la bandera de México y tuvo derecho de Hacer sonar el himno de México.
- Abyss (con James Mitchell) derrotó a Sting y Christian Cage (con Tomko) reteniendo el Campeonato Mundial Peso Pesado de la NWA.
  - Abyss cubrió a Sting después de un "Black Hole Slam".
- Samoa Joe derrotó a Kurt Angle.
  - Joe forzó a Angle a rendirse con un "Coquina Clutch".

### 2007
Turning Point 2007 tuvo lugar el 2 de diciembre del 2007 en Orlando, Florida.
- Johnny Devine & Team 3D (Brother Ray & Brother Devon) derrotaron a Jay Lethal & The Motor City Machine Guns (Chris Sabin & Alex Shelley) en un Tables macth
  - Lethal puso a Devine en una mesa, pero el árbitro fue golpeado, mientras que el árbitro estaba en el piso, Team 3D aprovechó para poner a Lethal en la mesa.
- Angelina Love & Velvet Sky derrotaron a OBD & Roxxi Laveaux.
  - Love cubrió a Leveaux después de una combinación de "Russian Legsweep" de Sky y "Mafia Kick" de Love.
  - Durante el combate Sky subió la ropa interior de OBD y el árbitro no la sancionó, por esto OBD subió la ropa interior del árbitro más sin embargo no fue descalificada.
- Eric Young derrotó a James Storm (con Jackie Moore).
  - Young cubrió a Storm después de "sunset flip".
- Feast or Fired: Otros participantes fueron:Shark Boy, Lance Hoyt, Christopher Daniels, Elix Skipper, Homicide, Hernández, Kip James, Jimmy Rave, Chris Harris, Sonjay Dutt, Scott Steiner, Petey Williams, B.G. James y Senshi.
  - Williams obtuvo la oportunidad por el Campeonato Mundial de la TNA,
  - James obtuvo la oportunidad por el Campeonato en Parejas de la TNA,
  - Steiner obtuvo la oportunidad por el Campeonato de la División X de la TNA
  - Daniels obtuvo la tarjeta de despedido inmediato.
  - Daniels derrotó a Senshi el 6 de diciembre en IMPACT!, ganando su maletín.
- Gail Kim derrotó a Awesome Kong por descalificación reteniendo el Campeonato Mundial Femenino de la TNA.
  - Kong fue descalificada por empujar al árbitro y asfixiar a Kim en la esquina.
- Abyss & Raven derrotaron a Rellik & Black Reign en un Match of 10,000 Tacks.
  - Abyss cubrió a Rellik después de un "Black Hole Slam" sobre chinchetas.
  - Rhino era originalmente el compañero de abyss, pero no pudo estar por una lesión.
- Kaz & Booker T (con Sharmell) derrotaron a Christian Cage & Robert Roode (con Ms. Brooks).
  - Booker cubrió a Cage después de un "Axe Kick".
- Samoa Joe, Kevin Nash & Eric Young derrotaron a The Angle Alliance (Kurt Angle, A.J. Styles & Tomko) (con Karen Angle)
  - Joe cubrió a Tomko después de un "Muscle Buster".
  - Scott Hall era originalmente compañero de Joe y Nash, pero fue remplazado por no llegar al coliseum.

### 2008
Turning Point 2008 fue la quinta edición de Turning Point, la cual tuvo lugar el 9 de noviembre de 2008.
- Eric Young derrotó a Sonjay Dutt, Volador, Jr., Petey Williams, Consequences Creed, Jay Lethal, Hiroshi Tanahashi, Jimmy Rave, Doug Williams y Homicide.
  - Volador cubrió a Dutt después de una "Super Huracanada".
  - Rave cubrió a Volador después de un "The Move that Rocks the World".
  - Doug Williams cubrió a Rave después de un "Chaos Theory".
  - Homicide fue eliminado por lesión.
  - Petey Williams cubrió a Creed después de un "Canadian Destroyer"
  - Tanahashi cubrió a Petey Williams con un "Frog Splash".
  - Lethal cubrió a Tanahashi con un "roll up"
  - Young curbió a Doug Williams después de un "Death Valley driver"
  - Young cubrió a Lethal con un "Bridging Northern Light Suplex"
- Taylor Wilde & Roxxi derrotaron a Awesome Kong & Raisha Shaeed
  - Wilde cubrió a Shaeed con un "German Suplex"
- Rhino derrotó a Shiek Abdul Bashir
  - Rhino cubrió a Bashir después de un "Gore".
- Beer Money, Inc. (Robert Roode & James Storm) (con Jacqueline) derrotó a the Motor City Machine Guns (Alex Shelley & Chris Sabin) reteniendo el Campeonato Mundial en Parejas de la TNA
  - Rood cubrió a Sabin después de una "D.U.I."
- Booker T (con Sharmell) derrotó a Christian Cage, reteniendo el Campeonato de Leyendas de la TNA
  - Booker cubrió a Cage con un "roll up"
  - Al perder Cage, se unió al The Main Event Mafia
- Kurt Angle derrotó a Abyss en un Fall Count Anywhere match
  - Angle cubrió a Abyss tras lanzarle contra una mesa.
- Kevin Nash derrotó a Samoa Joe.
  - Nash cubrió a Joe después de un "Jacknife Powerbomb".
- Sting derrotó a A.J. Styles, reteniendo el Campeonato Mundial Peso Pesado de la TNA.
  - Sting cubrió a Styles con un "Roll up".

### 2009
Turning Point 2009 fue la sexta edición de Turning Point, la cual tuvo lugar el 15 de noviembre de 2009 en la Zona de Impacto en Orlando, Florida.
- Amazing Red (con Don West) derrotó a Homicide, reteniendo el Campeonato de la División X de la TNA (10:11)
  - Red cubrió a Homicide después de un "Red Code"
- ODB, Sarita & Taylor Wilde derrotaron a The Beautiful People (Velvet Sky, Madison Rayne & Lacey Von Erich), reteniendo ODB el Campeonato Femenino de la TNA y Sarita & Wilde el Campeonato Femenino en Parejas de la TNA (5:54)
  - ODB cubrió a Rayne después de un "Big Slam"
- The British Invasion (Brutus Magnus & Doug Williams) derrotaron a The Motor City Machine Guns (Alex Shelley & Chris Sabin) y Beer Money, Inc. (James Storm & Robert Roode), reteniendo el Campeonato Mundial en Parejas de la TNA (10:20)
  - Williams cubrió a Storm después de una inteferencia de Kevin Nash
- Tara derrotó a Awesome Kong en un Six Sides of Steel match (7:53)
  - Tara cubrió a Kong con un "Crossbody" desde lo alto de la jaula
- Team 3D (Brother Ray & Brother Devon) & Rhyno derrotaron a Matt Morgan, Hernández & D'Angelo Dinero (14:27)
  - Rhyno cubrió a Hernández después de un "Gore"
- Scott Steiner derrotó a Bobby Lashley en un Falls Count Anywhere Match (11:27).
  - Steiner cubrió a Lashley después de golpearle con una barra de metal.
- Kurt Angle derrotó a Desmond Wolfe (16:21)
  - Angle forzó a Wolfe a rendirse con un "Triangle Choke"
- AJ Styles derrotó a Daniels y a Samoa Joe, reteniendo el Campeonato Mundial Peso Pesado de la TNA (21:50)
  - Styles cubrió a Joe después de un "Best Moonsault Ever" de Daniels.

### 2010
Turning Point 2010 fue la séptima edición de Turning Point. Tuvo lugar el 7 de noviembre de 2010 en la Zona de Impacto en Orlando, Florida. El tema oficial del evento fue Turning Point interpretada por F.I.L.T.H.E.E.
- Robbie E (con Cookie) derrotó a Jay Lethal ganando el Campeonato de la División X de la TNA (10:42)
  - Robbie cubrió a Lethal después de un "Neckbreacker"
- Tara y Mickie James terminaron sin resultado (08:17)
  - Ambas fueron descalificadas por atacar al árbitro.
  - Tras la lucha ambas continuaron atacándose.
- The Motor City Machine Guns (Chris Sabin & Alex Shelley) derrotaron a Team 3D (Brother Ray & Brother Devon) reteniendo el Campeonato Mundial en Parejas de la TNA (17:08)
  - Sabin cubrió a Ray después de un "Skull & Bones"
  - Tras la lucha, Team 3D se retiraron como equipo de la lucha libre profesional.
- Rob Van Dam derrotó a Tommy Dreamer en un Anything Goes match(15:53)
  - RVD cubrió a Dreamer después de un "Five Star Frog Splash"
  - Tras la lucha, Van Dam y Dreamer se abrazaron en señal de respeto.
- Fortune (A.J. Styles, Kazarian, James Storm, Robert Roode & Douglas Williams) derrotaron a EV 2.0 (Sabu, Stevie Richards, Raven, Brian Kendrick & Rhino) (12:05)
  - Styles cubrió a Sabu después de un "Styles Clash"
  - Como consecuencia, Sabu fue despedido
  - El equipo ganador elegiría un miembro del equipo perdedor para ser despedido.
- Abyss derrotó a D'Angelo Dinero en un Lumberjack Match (13:02)
  - Abyss cubrió a Dinero después de un "Black Hole Slam"
- Jeff Jarrett derrotó a Samoa Joe (10:32)
  - Jarret ganó la lucha después de dejar inconsciente a Joe con un "Coquina Clutch"
  - Durante la lucha, Gunner y Murphy interfirieron a favor de Jarrett.
- Jeff Hardy derrotó a Matt Morgan reteniendo el Campeonato Mundial Peso Pesado de la TNA (13:06)
  - Hardy cubrió a Morgan después de un "Twist of Hate"
  - Después de la lucha, The Immortals salieron a celebrar con Hardy

### 2011
Turning Point 2011 Tuvo lugar el 13 de noviembre de 2011 en la Zona de Impacto en Orlando, Florida
- Robbie E (con Robbie T) derrotó a Eric Young ganando el Campeonato Televisivo de la TNA
  - Robbie E cubrió a Young después de ser atacado por Robbie T.
- Mexican America (Hernández, Anarquía & Sarita) (con Rosita) derrotó a Ink Inc. (Shannon Moore, Jesse Neal & Toxxin) reteniendo los Campeonatos Mundiales en Parejas de la TNA
  - Sarita cubrió a Toxxine después de golpearla con un título.
- Austin Aries derrotó a Jesse Sorensen y Kid Kash reteniendo el Campeonato de la División X de la TNA
  - Aries cubrió a Kash con un "Roll-Up".
- Rob Van Dam derrotó a Christopher Daniels en un No DQ Match
  - RVD cubrió a Daniels después de un "Five Star Frog Splash"
- Crimson y Matt Morgan quedaron empate por doble descalificación
  - Ambos luchadores fueron descalificados por empujar al árbitro.
- Abyss & Mr. Anderson derrotaron a Immortal (Bully Ray & Scott Steiner).
  - Abyss cubrió a Steiner después de un "Black Hole Slam"
  - Después de la lucha, Ray y Steiner le aplicaron una "Double Chokeslam" contra una mesa a Abyss.
- Gail Kim (con Karen Jarrett) derrotó a Velvet Sky, ganando el Campeonato Femenino de la TNA
  - Kim cubrió a Sky después de un "Eat Defeat"
  - Durante la lucha, Madison Rayne interfirió a favor de Kim
- Jeff Hardy derrotó a Jeff Jarrett (con Karen Jarrett). 
  - Hardy cubrió a Jarrett después de un "Twist of Fate"
- Jeff Hardy derrotó a Jeff Jarrett (con Karen Jarrett). 
  - Hardy cubrió a Jarrett después de revertir un "Figure Four Leg-lock" en un "Roll-up"
- Jeff Hardy derrotó a Jeff Jarrett (con Karen Jarrett).
  - Hardy cubrió a Jarrett con un "Roll-up"
- Bobby Roode derrotó a A.J. Styles, reteniendo el Campeonato Mundial Peso Pesado de la TNA
  - Roode cubrió a Styles con un "Roll Up" agarrándole los pantalones.

### 2012
- Samoa Joe derrotó a Magnus reteniendo el Campeonato Televisivo de la TNA.
  - Joe ganó tras dejar KO a Magnus con un "Coquina Clutch".
- ODB & Eric Young derrotaron a Jesse & Tara.
  - Young cubrió a Jesse después de un "Diving Elbow Drop".
- Rob Van Dam derrotó a Joey Ryan reteniendo el Campeonato de la División X de la TNA.
  - RVD cubrió a Ryan después de un "Five Star Frog Splash".
- DOC derrotó a Joseph Park.
  - DOC cubrió a Park después de una "Chokeslam".
- Chavo Guerrero & Hernández derrotaron a The World Tag Team Champions of the World (Christopher Daniels & Kazarian) reteniendo los Campeonatos Mundiales en Parejas de la TNA.
  - Guerrero cubrió a Daniels después de un "Electric Chair/Crossbody Combination".
- James Storm derrotó a Bobby Roode y A.J. Styles, ganando una oportunidad por Campeonato Mundial Peso Pesado de la TNA.
  - Storm cubrió a Styles después de una "Last Call".
  - Como consecuencia, Styles no recibirá una lucha titular hasta Bound for Glory 2013.
- Kurt Angle venció a Devon.
  - Angle forzó a Devon a rendirse con un "Ankle Lock".
- Jeff Hardy derrotó a Austin Aries en un Ladder Match reteniendo el Campeonato Mundial Peso Pesado de la TNA.
  - Hardy descolgó el campeonato, ganando la lucha.

### 2013
Turning Point (2013) (también llamado Impact Wrestling: Turning Point) fue emitido el 21 de noviembre de 2013. A diferencia de los eventos previos, esta fue una edición especial del programa televisivo semanal de TNA, Impact Wrestling.
- Cuartos de final del torneo por el vacante Campeonato Mundial Peso Pesado de la TNA: Magnus derrotó a Samoa Joe en un Falls Count Anywhere match
  - Magnus cubrió a Joe después de chocarle contra una silla en el esquinero.
- Gail Kim (con Lei'D Tapa) derrotó a Candice LeRae, reteniendo el Campeonato Femenino de TNA
  - Kim cubrió a LaRea después de un "Eat Defeat"
- Cuartos de final del torneo por el vacante Campeonato Mundial Peso Pesado de la TNA: Bobby Roode derrotó a James Storm en un Florida Death Match. 
  - Gunner tiró la toalla por Storm cuando Roode le iba a tirar sobre alambre de espino.
- Ethan Carter III derrotó a Shark Boy
  - Carter cubrió a Shark Boy después de un "One Percenter"
- Mr. Anderson derrotó a Bully Ray (con Brooke) en un No Disqualification match.
  - Anderson cubrió a Ray después de un golpe con un martillo y un "Mic Check"
  - Como consecuencia, Aces & Eights se disolvió.
  - Durante el combate, Knux interfirió a favor de Ray.
  - Si Anderson perdía, abandonaría TNA.

### 2019
Impact Turning Point 2019 tuvo lugar el 9 de noviembre de 2019 en el Holy Family Academy en Hazleton, Pensilvania. Un evento de Impact Wrestling asociado con Pennsylvania Premiere Wrestling.
- Jordynne Grace & Tessa Blanchard derrotaron a Havok & Madison Rayne.(06:23)
  - Blanchard cubrió a Rayne
- Clutch Adams (c) derrotó Charles Mason, Desean Pratt, Evander James, Facade (con Dani Mo) y a KC Navarro en un 6-Way Scramble Match y retuvo el Campeonato Peso Pesado de PPW.(08:33)
  - Adams cubrió a Navarro
- Michael Elgin derrotó a Mike Orlando (con Mr. Martinez).(11:17)
  - Elgin cubrió a Orlando
- Moose derrotó a Fallah Bahh.(09:38)
  - Moose cubrió a Bahh
- Taya Valkyrie (con John E. Bravo) derrotó a Tenille Dashwood.(12:36)
  - Valkyrie cubrió a Dashwood
- The North (Ethan Page & Josh Alexander) (c) derrotaron a Rich Swann & Willie Mack y retuvieron los Campeonatos Mundiales en Parejas de Impact!.(13:46)
  - Alexander cubrió a Swann
- Eddie Edwards derrotó a Mahabali Shera y retuvo el trofeo del Call Your Shot Gauntlet.(08:36)
  - Edwards cubrió a Shera
- Ace Austin (c) derrotó a Jake Crist y retuvo el Campeonato de la División X de Impact!.(10:38)
  - Austin cubrió a Crist
- Rob Van Dam (con Katie Forbes) derrotó a Rhino por descalificación.(07:33)
  - Van Dam fue descalificado
- Sami Callihan (c) derrotó a Brian Cage y retuvo el Campeonato Mundial de Impact!.(14:31)
  - Callihan cubrió a Cage

### 2020
Impact Turning Point 2020 tuvo lugar el 14 de noviembre de 2020 en el Skyway Studios en Nashville, Tennessee, debido a la pandemia mundial de coronavirus 2019-2020.
- Eddie Edwards derrotó a Daivari.  
  - Edwards cubrió a Daivari después de un «Boston Knee Party».
- Taya Valkyrie & Rosemary derrotaron a Jordynne Grace & Tenille Dashwood (con Kaleb with a K).
  - Rosemary cubrió a Grace después después de un «Butterfly Cradle Drop».
- Brian Myers derrotó a Swoggle.
  - Myers cubrió a Swoggle después de un «Midnight Strike».
  - Después de la lucha, Myers atacó a Swoggle, pero fue detenido por Crazzy Steve.
- James Storm & Chris Sabin derrotaron a XXXL (Acey Romero & Larry D).
  - Storm cubrió a Larry D después de un «Code Breaker» y un «Last Call Superkick».
- Rohit Raju derrotó a Cousin Jake (con Cody Deaner) y retuvo a Campeonato de la División X de Impact.
  - Raju cubrió a Jake después de un «Sliding Knee».
  - Después de la lucha, Eric Young y Joe Doering atacaron a The Deaners.
- Willie Mack derrotó a Moose por descalificación.
  - Moose fue descalificado después de golpear insistentemente a Mack contra la lona.
- The Good Brothers (Doc Gallows & Karl Anderson) derrotaron a The North (Ethan Page & Josh Alexander) y ganaron el Campeonato Mundial en Parejas de Impact.
  - Gallows cubrió a Page después de un «Magic Killer».
- Deonna Purrazzo derrotó a Su Yung en un No Disqualification Match y ganó el Campeonato de Knockouts de Impact.
  - Purrazzo cubrió a Yung después de un «Cosa Nostra».
- Rich Swann derrotó a Sami Callihan y retuvo el Campeonato Mundial de Impact.
  - Swann cubrió a Callihan después de cuatro «Spin Kicks».
  - Durante la lucha, Ken Shamrock interfirió a favor de Callihan, mientras que Eddie Edwards interfirió a favor de Swann.

### 2021
Turning Point 2021 tuvo lugar el 20 de noviembre del 2021 desde el Sam's Town Live en Las Vegas, Nevada. El evento fue transmitido en exclusiva a través de Impact Plus.
- Pre-show: FinJuice (David Finlay & Juice Robinson) derrotaron a Rohit Raju & Raj Singh.
  - Finlay cubrió a Singh después de un «Doomsday Device».
- Pre-show: Jordynne Grace (con Rachael Ellering) derrotó a Chelsea Green y retuvo el Campeonato de los Medios Digitales de Impact.
  - Grace cubrió a Green después de un «Grace Driver».
- Chris Sabin derrotó a Ace Austin (con Madman Fulton).
  - Sabin cubrió a Austin después de un «Cradle Shock».
- Violent by Design (Joe Doering & Eric Young) (con Deaner) derrotaron a Heath & Rhino.
  - Young cubrió a Rhino después de atacarlo con una máscara.
- Rich Swann (con Willie Mack) derrotó a VSK (con Zicky Dice).
  - Swann cubrió a VSK después de un «Phoenix Splash».
  - Durante la lucha, Dice interfirió a favor de VSK, mientras que Mack interfirió a favor de Swann.
- W. Morrissey derrotó a Matt Cardona.
  - Morrissey cubrió a Cardona después de un «Spear».
- The IInspiration (Cassie Lee & Jessie McKay) derrotaron a  Decay (Rosemary & Havok) y retuvieron el Campeonato de Knockouts en Parejas de Impact.
  - Lee cubrió a Havok con un «Roll-Up».
- Trey derrotó a Laredo Kid y Steve Maclin y retuvo el Campeonato de la División X de Impact.
  - Trey cubrió a Laredo Kid después de un «Meteora».
- Mickie James derrotó a Mercedes Martinez y retuvo el  Campeonato de Knockouts de Impact.
  - James cubrió a Martinez después de un «Mickie-DT».
  - Después de la lucha, Deonna Purrazzo atacó a James.
- The Good Brothers (Doc Gallows & Karl Anderson) derrotaron a Bullet Club (Chris Bey & Hikuleo) y retuvieron el Campeonato Mundial en Parejas de Impact.
  - Anderson cubrió a Bey con un «Roll-Up».
- Moose derrotó a Eddie Edwards en un Full Metal Mayhem Match y retuvo el Campeonato Mundial de Impact.
  - Moose cubrió a Edwards después de un «Light Out Spear».
  - Durante la lucha, W. Morrissey interfirió a favor de Moose, pero fue detenido por Matt Cardona.

### 2023
Turning Point 2023 tuvo lugar el 3 de noviembre de 2023 desde el Walker Dome en Newcastle, Reino Unido. El evento fue transmitido en exclusiva a través de Impact Plus.
- Pre-show: Grado & Rhino derrotaron a Mike D Vecchio & Ryan Richards.
  - Rhino cubrió a Richards después de un «Gore».
- Pre-show: Leon Slater derrotó a Mark Haskins (con Vicky Haskins) y retuvo el Campeonato de NORTH Wrestling.
  - Slater cubrió a Mark después de un «Swanton 450 Splash»
  - Durante la lucha, Vicky interfirió a favor de Mark.
- Josh Alexander & Eric Young derrotaron a Subculture (Mark Andrews & Morgan Webster).
  - Alexander cubrió a Andrews después de un «C4 Spike».
- Gisele Shaw derrotó a Alex Windsor.
  - Shaw cubrió a Windsor después de un «Knee Strike».
- Rich Swann derrotó a Trey (con Zachary Wentz).
  - Swann cubrió a Trey después de un «450 Splash».
- Jordynne Grace derrotó a Dani Luna.
  - Grace cubrió a luna después de un «Juggernaut Driver».
- Joe Hendry derrotó a Simon Miller.
  - Hendry cubrió a Miller después de un «Standing Ovation».
- The Most Professional Wrestling Gods (Moose & Brian Myers) derrotaron a Frankie Kazarian & Chris Sabin.
  - Moose cubrió a Kazarian después de un «Lights Out Spear».
  - Originalmente Alex Shelley iba a participar en la lucha, pero fue reemplazado por Kazarian debido a una lesión.
- Trinity derrotó a Deonna Purrazzo (con Gail Kim como árbitro especial invitado) y retuvo el Campeonato de Knockouts de Impact.
  - Trinity forzó a Purrazzo a rendirse con un «Starstruck».
  - Después de lucha, Purrazzo atacó a Trinity, pero fue detenida por Kim, quien le terminó aplicando un «Eat Defeat».
- Will Ospreay derrotó a Eddie Edwards. 
  - Ospreay cubrió a Edwards después de un «Stormbreaker».

### 2024
Turning Point 2024 tuvo lugar el 29 de noviembre de 2024 desde el Benton Convention Center en Winston-Salem, Carolina del Norte. El evento fue transmitido en exclusiva a través de TNA Plus.
- Pre-show: Rosemary derrotó a Xia Brookside y Savannah Evans.
  - Rosemary cubrió a Brookside después de un «Spear».
- Mike Santana derrotó a Frankie Kazarian.
  - Santana cubrió a Kazarian después de un «Spin the Block».
- Joe Hendry derrotó a Eric Young, Hammerstone, Rhino, Brian Myers y John Skyler en un Turkey Bowl Match.
  - Hendry cubrió a Myers después de un «Standing Ovation».
  - Como resultado, Myers fue forzado a vestir una botarga de pavo.
- Moose (con Alisha) derrotó a Laredo Kid y retuvo el Campeonato de la División X de TNA.
  - Moose cubrió a Kid después de dos «Lights Out Spear».
  - Durante la lucha, Alisha interfirió a favor de Moose.
- Steve Maclin derrotó a Josh Alexander en un No Disqualification Match.
  - Maclin cubrió a Alexander después de un «KIA» sobre casquillos de bala.
- The Hardys (Matt Hardy & Jeff Hardy) & Ace Austin derrotaron a KUSHIDA, Zachary Wentz & Matt Riddle. 
  - Jeff cubrió a KUSHIDA después de un «Swanton Bomb».
  - Originalmente Trey formaba parte de la lucha, pero fue reemplazado por Riddle debido a problemas de viaje.
- Masha Slamovich derrotó a Jordynne Grace en un 2-out-of-3 Falls Match y retuvo el Campeonato Mundial de Knockouts de TNA.
  - Grace cubrió a Slamovich con un «Inside Cradle».
  - Slamovich cubrió a Grace con un «Roll-Up».
  - Slamovich cubrió a Grace con un «Sit-out Powerbomb» seguido de un «Package Piledriver».
- Nic Nemeth derrotó a Eddie Edwards (con Alisha) y retuvo el Campeonato Mundial de TNA.
  - Nemeth cubrió a Edwards después de un «Superkick» seguido de un «Danger Zone».
  - Durante la lucha, Alisha y Brian Myers interfirieron a favor de Edwards, mientras que JBL lo hizo a favor de Nemeth.